# 尤利娅·卡扎里诺娃
尤利娅·卡扎里诺娃（Yuliya Kazarinova，1992年1月2日—），烏克蘭女子羽毛球運動員。

## 簡歷
2013年8月，尤利娅·卡扎里诺娃參加中國廣州舉行的世界羽毛球錦標賽，在比賽首日，她先與根纳季·纳塔罗夫出戰混合雙打項目，在首圈就以0比2（9-21、9-21）負於香港的李晉熙/周凱華出局；後再與安娜·科布切娃出戰女子雙打項目，也在首圈以1比2（20-22、21-17、13-21）不敵美國的李意恒/宝拉·琳·奥巴娜娜出局，完成所有賽事。

## 主要比賽成績
只列出曾進入準決賽的國際賽事成績：
| 年份   | 賽事                   | 公開賽級別 | 項目     | 搭檔                 | 成績   |
| ------ | ---------------------- | ---------- | -------- | -------------------- | ------ |
| 2011年 | 歐洲青年羽毛球錦標賽   | 其他       | 混合團體 | －                   | 準決賽 |
| 2011年 | 斯洛伐克羽毛球公開賽   | 國際系列賽 | 混合雙打 | 根纳季·纳塔罗夫      | 準決賽 |
| 2012年 | 保加利亞羽毛球公開賽   | 國際系列賽 | 混合雙打 | 根纳季·纳塔罗夫      | 準決賽 |
| 2012年 | 波蘭羽毛球公開賽       | 國際系列賽 | 混合雙打 | 根纳季·纳塔罗夫      | 準決賽 |
| 2012年 | 斯洛伐克羽毛球公開賽   | 未來系列賽 | 女子雙打 | 耶利萨芙塔·扎尔卡    | 冠軍   |
| 2013年 | 巴林羽毛球國際挑戰賽   | 國際挑戰賽 | 混合雙打 | 根纳季·纳塔罗夫      | 準決賽 |
| 2014年 | 愛沙尼亞羽毛球國際賽   | 國際系列賽 | 女子雙打 | 玛丽亚·鲁德          | 準決賽 |
| 2014年 | 哈爾科夫羽毛球國際賽   | 國際挑戰賽 | 女子雙打 | 玛丽亚·鲁德          | 亞軍   |
| 2014年 | 哈爾科夫羽毛球國際賽   | 國際挑戰賽 | 混合雙打 | 根纳季·纳塔罗夫      | 準決賽 |
| 2014年 | 波蘭羽毛球國際賽       | 國際系列賽 | 混合雙打 | 根纳季·纳塔罗夫      | 亞軍   |
| 2014年 | 以色列夏瑣羽毛球國際賽 | 國際系列賽 | 混合雙打 | 根纳季·纳塔罗夫      | 冠軍   |
| 2015年 | 哈爾科夫羽毛球國際賽   | 國際挑戰賽 | 混合雙打 | 根纳季·纳塔罗夫      | 準決賽 |
| 2017年 | 哈爾科夫羽毛球國際賽   | 國際挑戰賽 | 女子雙打 | 埃琳娜·普鲁斯        | 準決賽 |
| 2018年 | 哈爾科夫羽毛球國際賽   | 國際挑戰賽 | 女子雙打 | 埃琳娜·普鲁斯        | 準決賽 |
| 2018年 | 白俄羅斯羽毛球國際賽   | 未來系列賽 | 女子雙打 | Yevgeniya Paksyutova | 亞軍   |
| 2018年 | 白俄羅斯羽毛球國際賽   | 未來系列賽 | 混合雙打 | Ivan Druzchenko      | 亞軍   |

| 2007-2017年 | 首要超級賽 | 超級賽 | 黃金大獎賽 | 大獎賽 | 國際挑戰賽 | 國際系列賽 | 未來系列賽 | 其他 |

| 2018-2026年 | 總決賽 | 超級1000賽 | 超級750賽 | 超級500賽 | 超級300賽 | 超級100賽 | 國際挑戰賽 | 國際系列賽 | 未來系列賽 | 其他 |

### 奧運會和世錦賽參賽紀錄
|          | 搭檔            | 2013 |
| -------- | --------------- | ---- |
| 女子雙打 | 安娜·科布切娃   | 48強 |
|          |                 |      |
| 混合雙打 | 根纳季·纳塔罗夫 | 48強 |